# ایوان ماساگوئه
ایوان ماساگوئه (انگلیسی: Iván Massagué؛ زادهٔ ۴ سپتامبر ۱۹۷۶) هنرپیشه، بازیگر سینما، و بازیگر تلویزیون اهل اسپانیا است.
از فیلم‌ها یا برنامه‌های تلویزیونی که وی در آن نقش داشته‌است می‌توان به هزارتوی پن، پلتفرم و آخرین روزها  اشاره کرد.